# El Tabaran
El Tabaran és un edifici històric de Mollet del Vallès construït l'any 1919 per encàrrec de la Tenería Moderna Franco-Española (TMFE). Projectat per Sebastià Mayol, l'edifici ocupava 3250 m² construïts en tres plantes. La construcció fou impulsada pels directius de La Pelleria per acollir la seu social de la Societat Cooperativa Obrera de la TMFE I oferir serveis d'oci als treballadors de la Teneria. Probablement, el nom prové de l'espectacle de sarsuela La Duquesa del Tabarín, molt popular a l'època. Originalment, per formar-ne part, calia ser treballador de la TMFE i no estar afiliat a cap sindicat o societat del ram de la pell, ja que era una societat apolítica. A la pràctica, però, el Tabaran va servir de punt de trobada de persones vinculades a l'esquerra.
A principi del 2018 es va esfondrar el sostre del l'edifici per la qual s'ha mantingut tancat. En un informe fet per l'Ajuntament el juny de 2018 es declarà l'immoble en ruïna econòmica i urbanística, per aquest motiu, es preveu enderrocar part de l'edifici i construir-hi  a l'entorn una vuitantena d'habitatges, una zona verda i un petit teatre i espai polivalent. Però s'haura de conservar-ne la façana i l'antiga pista del Trèvol.

## Edifici
D'estil noucentista, l'edifici és a la cantonada de l'Avinguda Llibertat i del carrer Lluís Duran i ocupa un espai construït de 3250 m², distribuïts en dues i tres plantes: semisoterrani (1200 m²), destinat a l'ús de l'economat amb una única entrada al carrer Lluís Duran; planta baixa (1200 m²), que acull una gran sala de projecció de pel·lícules, obres de teatre i espectacles de varietats amb l'entrada per l'Avinguda Lluís Duran; i primera planta, destinada a reunions socials, sala de ball i altres serveis.